# دهه ۱۸۹۰ (میلادی)

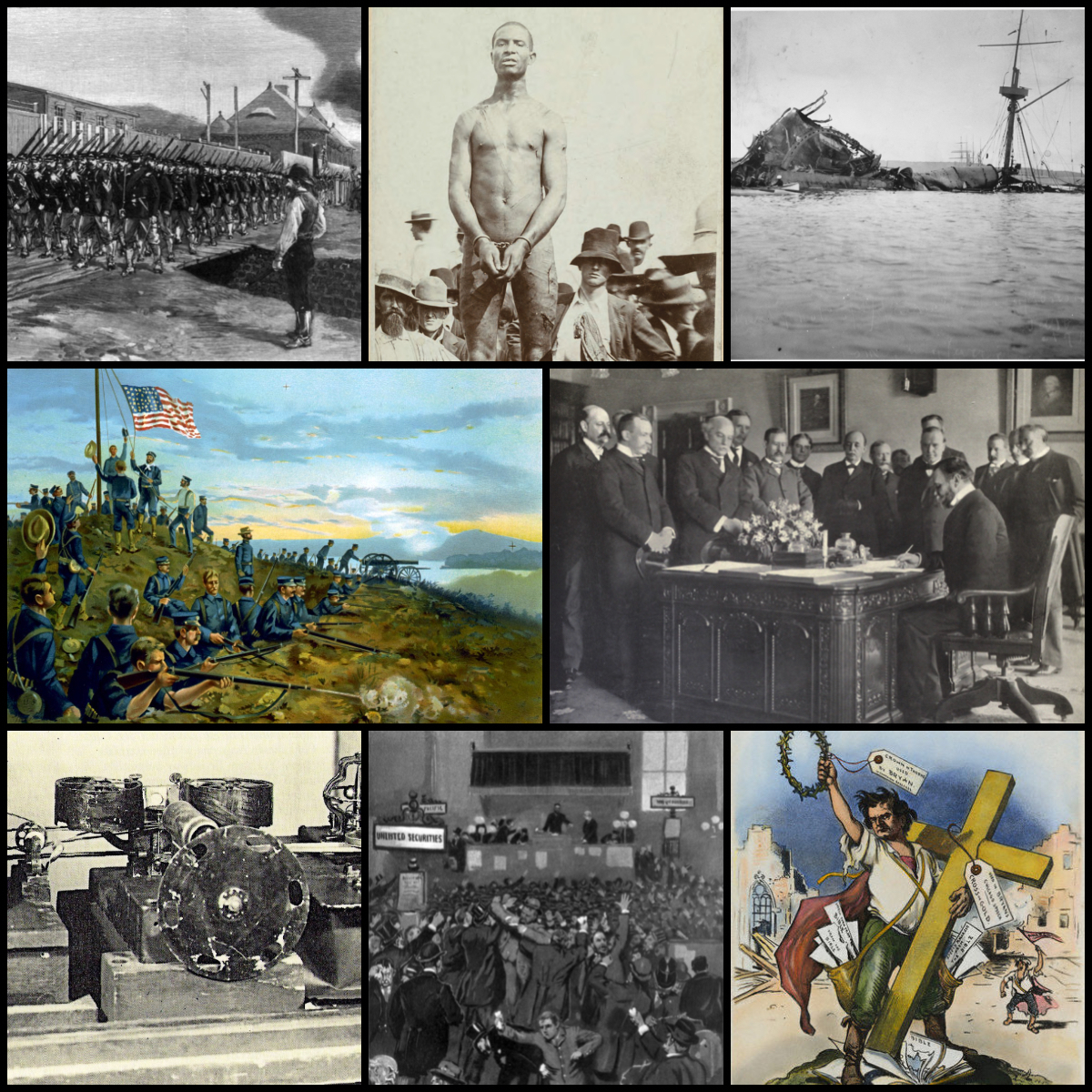

دهه ۱۸۹۰ (میلادی) صد و هشتاد و نهمین دهه تقویم میلادی است.

## درگذشتگان
‎